# Костадин Динчев
Костадин Лазаров Динчев е български филолог, фолклорист, професор и политик, кмет на Мелник.

## Биография
Роден е на 20 юни 1934 година в петричкото село Капатово. Учи в гимназия в Сандански, а след това - в Учителския институт за прогимназиални учители. Завършва специалност Българска филология в Софийския университет „Свети Климент Охридски“. Работи като учител, директор на училище. Избран е за кмет на град Мелник и общината.
На 31 октомври 2014 година е обявен за почетен гражданин на Благоевград.

### Автор
- Фолклористична дейност на терена Висш педагогически институт, 1990 г.
- Българският фолклор в локално-регионалното му разнообразие Наблюдения и насоки УИ "Св. Климент Охридски", 1992 г.
- Юнаци още комити Орбел, 1993 г.
- Виждания за фолклора Самиздат, 1994 г.
- Български фолклор 1999 г.
- Увод във фолклористиката Културология и антропология, 2000 г.
- Запали се планината - 100 години Илинден-Преображение УИ "Неофит Рилски", 2003 г.
- Български фолклор - Подялба и размисли УИ „Св. Климент Охридски“  2009 г.
- 60 години „Пирин пее“ Бон, 2022 г.
- Народни песни за борбата за освобождение в Югозападна България 1878-1913 - Теренни записи - ноти и текст УИ „Св. Климент Охридски”, 2009 г.